# Terceira Ordem Regular de São Francisco
A Terceira Ordem Regular de São Francisco (Tertius Ordo Regularis Sancti Francisci; Tertius Ordo Regularis Sancti Francisci Assisiensis; TOR) é uma ordem da família franciscana, da Igreja Católica, fundada por Francisco de Assis em 1221.
A Terceira Ordem Regular surgiu do desejo de membros da Ordem Terceira da Penitência em levar um estilo de vida mais próximo da Primeira Ordem. Cresceram à sombra da Primeira Ordem e viviam no estilo da Terceira Ordem, em pobreza, castidade e obediência, em ambiente de clausura.
Em 20 de Janeiro de 1521, o Papa Leão X aprovou as regras para os ramos masculinos e femininos desta ordem.

## Santos e beatos da Ordem
- Santa Ângela de Foligno
- Santa Jacinta de Mariscotti

## Em Portugal
Em 1439, Fr. João da Ribeira era Ministro Provincial da Terceira Ordem Regular em Portugal. Esta, com a congénere espanhola, formou Congregação independente, com Ministro Geral próprio. Reformada em 1568, foi adstrita à Província de Portugal.
Provavelmente em 1586 terá passado à obediência directa do Ministro Geral da Observância. Ganhou autonomia em 1780 ao transformar-se em Congregação Lusitana dos Regulares da Terceira Ordem da Penitência. Com casa provincial em Nossa Senhora de Jesus dos Cardais, em Lisboa, a congregação foi extinta em 1834.